# Johan Scheps
Johannes Hermanus (Johan) Scheps ('s-Gravenhage, 13 juli 1900 - Utrecht, 3 oktober 1993) was een Nederlands politicus en verzetsstrijder tijdens de Tweede Wereldoorlog.

## Werkzaamheden
Scheps was aanvankelijk actief in de Christelijk-Sociale Partij. In 1931 stapte hij over naar de SDAP. Vier jaar later werd hij gekozen in de gemeenteraad van Zeist, waar hij tot 1970 deel van zou uitmaken. Van autoritaire religieuze stromingen moest hij niets hebben. Zo richtte zijn aandacht zich vooral tegen de katholieke kerk en was hij een tijd als gereformeerd zendeling actief in Vlaanderen. In 1926 brak hij met de Gereformeerde Kerken.

## Verzet en arrestatie
Hij ergerde zich tijdens de Tweede Wereldoorlog aan de meegaandheid waarmee Nederlandse autoriteiten en organisaties het naziregime bejegenden en schreef (onder eigen naam) vele brochures, waarin hij opriep zich niet aan te passen aan de nieuwe orde. Al snel werd hij door de Duitsers gezocht, zodat hij uiteindelijk met tegenzin een valse identiteit aannam. Tot zijn arrestatie in 1944 sprak Scheps op talloze privébijeenkomsten. Bij toeval werd hij toch gearresteerd, waarna hij een tijd vastzat in het Polizeiliches Durchgangslager in Amersfoort.

## Naoorlogse periode
Na de bevrijding werd Scheps lid van het SDAP-bestuur. Toen de partij opging in de Partij van de Arbeid werd hij lid van de Tweede Kamer. Hier viel hij op door zijn grote welsprekendheid en felle anticommunisme. Zo zei Scheps over de communisten in Finsterwolde: De democratie en de vrijheid kunnen niet leven, als de dictatuur leeft, ongeacht of deze dictaturen in naam van ras-rein Germanendom of van proletarisch Slavendom tot ons komt. Hij was het enige Kamerlid dat naar Finsterwolde was gegaan om er met de mensen te spreken. Ook nam hij regelmatig een van de partijlijn afwijkend standpunt in. Zo was Scheps tegenstander van de lijn van de kabinetten-Drees in de kwestie-Nieuw-Guinea.
Het debat in de tweede kamer over de Bijlmerkwestie op 27 oktober 1964 staat bekend als de 'Nacht van Scheps'. Minister Toxopeus namens het kabinet-Marijnen wilde de polder niet aan Amsterdam toewijzen. Scheps namens de oppositie wilde dat wel, en nadat hij een amendement hiervoor had ingediend, behaalde hij daarmee een meerderheid van 7 stemmen.
In 1967 werd Scheps niet meer op de kandidatenlijst gezet, formeel vanwege zijn leeftijd. Maar wellicht heeft het feit dat hij, na aanvankelijke sympathie, niets zag in de vernieuwingsbeweging Nieuw Links ook meegespeeld. Na zijn afscheid van de landelijke politiek bleef hij een veelgevraagd spreker. Op zijn naam staan tientallen publicaties.

## Inden-Reissfonds
In 1982 richtte Scheps het Inden-Reissfonds op, vernoemd naar het echtpaar Inden-Reiss dat in de oorlog samen met Scheps actief heeft deelgenomen aan het verzet. Het fonds heeft onder meer tot doel via de J. H Schepsprijs de studie en belangstelling voor de inhoud en de gevaren van dictatuur in al haar verschijningsvormen en met name het verzet tijdens de Tweede Wereldoorlog te stimuleren. De prijs is bedoeld voor leerlingen van het voortgezet onderwijs die hun opvatting over het onderwerp dictatuur of verzet op schrift stellen of hiervan een visuele uiting maken en wordt jaarlijks uitgekeerd.

## Personalia
Johan Scheps overleed op 93-jarige leeftijd in zijn woonplaats Utrecht. In 1995 werd in Zeist een straat naar hem vernoemd, het Johannes Schepsplantsoen.